# Theuma
Theuma ist eine Gemeinde im sächsischen Vogtlandkreis. Sie gehört zum Verwaltungsverband Jägerswald.

## Geographie

### Lage
Die Gemeinde Theuma befindet sich im Zentrum des Vogtlandkreises und im sächsischen Teil des historischen Vogtlands. Theuma ist etwa acht Kilometer südöstlich der Kreisstadt Plauen gelegen. Das Gemeindegebiet erstreckt sich auf 9,82 km² zwischen der Bundesautobahn 72 im Westen, der Bundesstraße 169 im Osten und der Staatsstraße 315 im Süden. Im Westen wird die Gemeinde durch ein größeres Waldgebiet begrenzt.
Der Ort Theuma befindet sich auf einer Hochfläche auf etwa 500 Meter über dem Meeresspiegel. Die Höhenunterschiede reichen von 430 m ü. NN an der Lieboldsmühle im Rabenbachtal bis zu 630 m ü. NN auf der Hohen Reuth im östlichen Zipfel der Gemarkung. Neben der Hohen Reuth ist der Steinbruchpöhl mit 563 m ü. NN südöstlich des Dorfes eine weitere Erhebung der Umgebung.
Geografisch gehört die Flur des Ortes zum Naturraum Vogtland (Ostvogtland). Südwestlich, westlich und nordwestlich grenzt die viel stärker bewegte Landschaft des Mittelvogtländischen Kuppenlandes an. Als eine der markantesten Diabaskuppen fällt von der Theumaer Hochfläche der Kemmler (507 m ü. NN) bei Plauen sofort ins Auge. Dahinter, am westlichen Horizont, breitet sich als langgezogene Linie die Elster-Saale-Schwelle aus. Bei guter Sicht sind dort die Reuther Linde (584 m ü. NN) und das hochgelegene Kirchdorf Mißlareuth (633 m ü. NN) zu sehen.

### Nachbarorte
|              | Gemeinde Neuensalz                          |                 |
| Stadt Plauen | Kompassrose, die auf Nachbargemeinden zeigt | Gemeinde Bergen |
|              | Gemeinde Tirpersdorf                        |                 |

|             | Mechelgrün                                  |             |
| Großfriesen | Kompassrose, die auf Nachbargemeinden zeigt | Bergen      |
| Schloditz   | Droßdorf, Lottengrün                        | Tirpersdorf |

## Geschichte

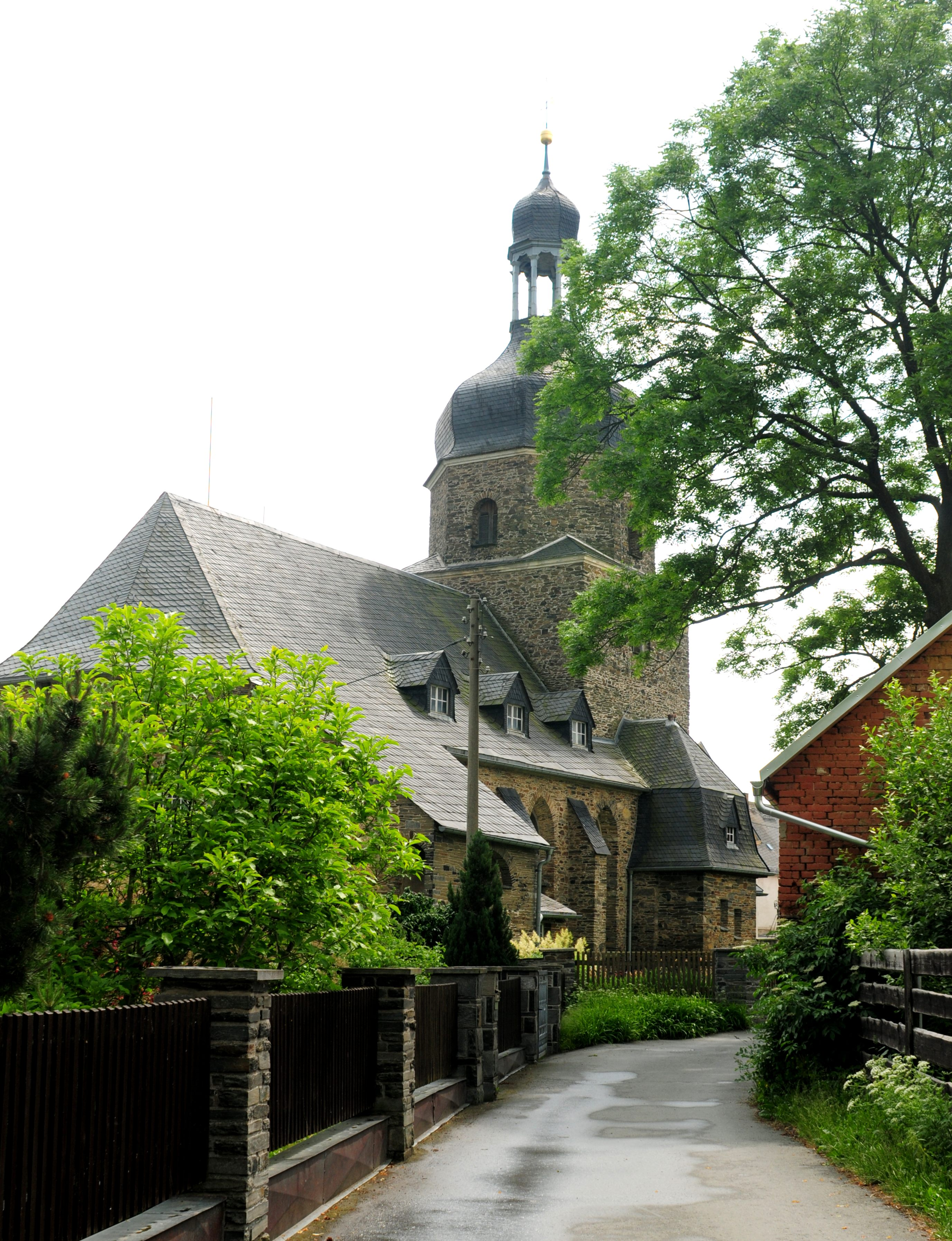
Theumaer Kirche

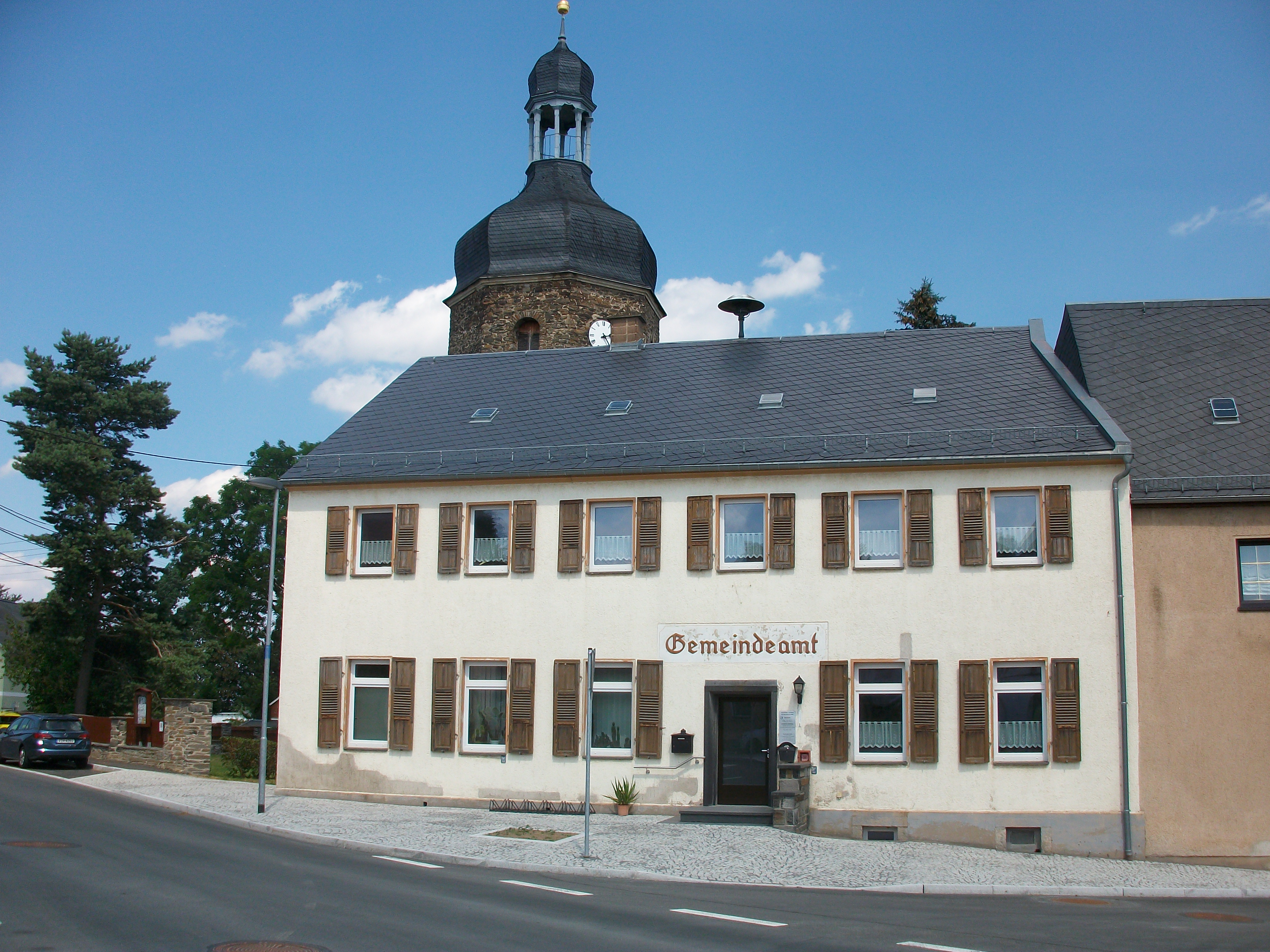
Gemeindeamt Theuma

Theuma wurde im Jahr 1267 das erste Mal in der Schenkungsurkunde an die Theumaer Kirche als Dymen (vom altsorbischen dym für Rauch, Dunst), erwähnt. Für das Jahr 1275 ist der Bau einer steinernen Kirche überliefert. Sie ersetzte die bis dahin bestehende Holzkapelle im Ort. In den Jahren 1419 bis 1430 kam es zur Zerstörung von Teilen des Dorfes durch die Hussiten. Unter anderem wurde die Kirche angezündet, die ab 1430 wiederaufgebaut wurde.
Während des Bauernkriegs stürmen aufständische Bauern im Jahr 1525 das Pfarrhaus des Ortes. Die Kirchgemeinde wurde 1528 im Zuge der Reformation evangelisch-lutherisch. Im Jahre 1633 wurde Theuma von kaiserlichen Soldaten geplündert. An der Pest starben 331 im Kirchspiel erfasste Menschen. Zu abermaliger baulicher Tätigkeit am Kirchgebäude kam es nach dem Brand von 1668 mit dem Wiederaufbau des Kirchturms in seiner heutigen Form. In den Jahren 1690 bis 1698 wurde das Pfarrhaus im heutigen Zustand neu errichtet. Die Kirche erhielt 1706 die noch heute erhaltene Kanzel. In den folgenden Jahren kam es bis 1720 zu mehreren Bauvorhaben im Kirchgebäude, es wurden unter anderem Emporen eingerichtet. Das wichtigste Ereignis im beginnenden 19. Jahrhundert war die Plünderung Theumas durch napoleonische Soldaten im Jahre 1806.
Die Grundherrschaft über Theuma war um 1583 anteilig auf die Rittergüter Neuensalz, Mechelgrün oberen und unteren Teils und Reusa aufgeteilt. Ein weiterer Anteil war als Amtsdorf direkt dem Amt Plauen unterstellt. Im Jahr 1764 war Theuma neben dem Amtsanteil auf die Grundherrschaft der Rittergüter Mechelgrün oberen und unteren Teils, Reusa, Schloditz und Unterlosa.
Theuma gehörte bis 1856 zum kursächsischen bzw. späteren königlich-sächsischen Amt Plauen, dem der Ort bis 1856 unterstand. 1856 wurde Theuma dem Gerichtsamt Plauen und 1875 der Amtshauptmannschaft Plauen angegliedert. In den Jahren 1833 und 1883 wurden eine Freiwillige Feuerwehr sowie der erste örtliche Männerchor gegründet. Anfang des 20. Jahrhunderts, im Jahre 1907, wurde der „Gasthof zum Anker“ eingeweiht. Im selben Jahr begann der Bau eines neuen Schulgebäudes, das 1908 eingeweiht wurde. Im Jahre 1913 kam es zur Gründung des Fußballvereines „Germania“. Aus ihm ging der heutige SV Theuma hervor.

Aktie über 100 RM der Theuma'er Plattenbrüche vom 10. August 1937

Der Theumaer Fruchtschiefer wird südöstlich des Ortes abgebaut, wo sich auch die zentrale Verarbeitungsstätte befindet. Der Beginn der Fruchtschiefergewinnung an dieser Stelle ist nicht mehr genau zu bestimmen, jedoch finden sich einzelne datierbare Hinweise. Überliefert ist, dass ansässige Bauern in der ersten Hälfte des 19. Jahrhunderts bedarfsweise Bausteine von den ehemaligen Felsengruppen entnommen haben. Wenige erhaltene historische Grabmale im Vogtland stammen schon aus dem 18. Jahrhundert. Die Theumaer Kirche wurde um 1400 vom Deutschritterorden errichtet und bis in das 20. Jahrhundert mehrfach baulich verändert. Ihr Kirchturm, aus einem Bruchsteinmauerwerk des Fruchtschiefers bestehend, ist nach dem Brand im Jahre 1668 bis 1671 wieder aufgebaut worden, was eine bauliche Verwendung des Schiefers zu dieser Zeit belegt. Das aus mehreren kleineren Firmen hervorgegangene Unternehmen „Theuma’er Plattenbrüche A.G.“ baute den Schiefer seit 1899 ab. Er wurde 1922 von Erich Kaiser wegen seiner Widerstandsfähigkeit und guter Bearbeitbarkeit als „Spezialität des Vogtlandes“ bezeichnet. Der Abbau erfolgte zunächst in einem Kesselbruch, der nur über Treppen und Leitern zu erreichen war. Der heutige terrassierte Steinbruch der „Natursteinwerke Theuma“ ist über betriebliche Fahrstraßen erschlossen.

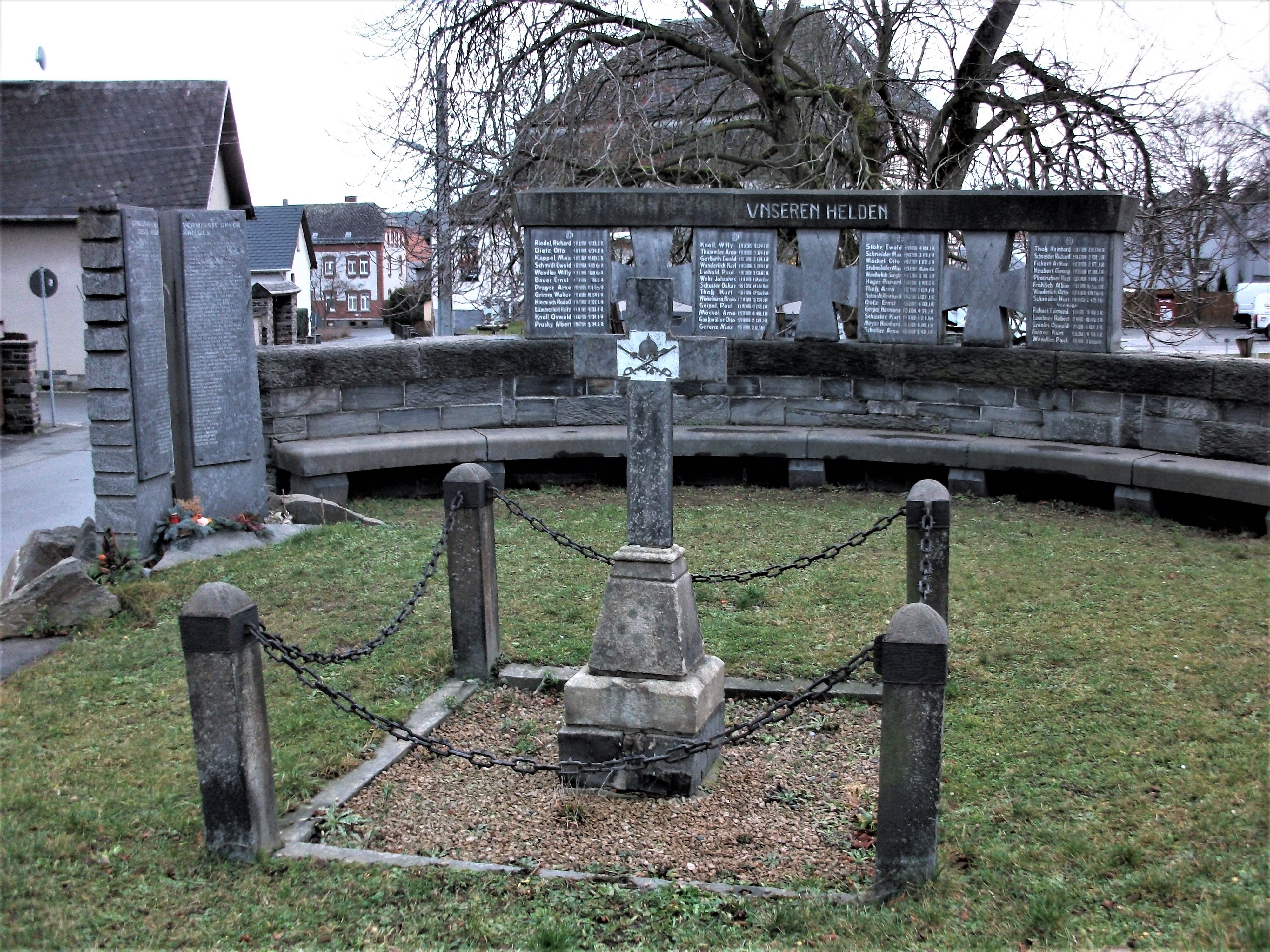
Das Gefallenendenkmal in der Ortsmitte (2023)

Die Besitzer der Theumaer Schieferbrüche forderten im Jahr 1897 erstmals einen Bahnanschluss an die in der Nähe vorbei führende und 1874 eröffnete Bahnstrecke Herlasgrün–Oelsnitz in Lottengrün. Bislang transportierten Pferdewagen die im Werk zum Versand gepackten Fertigwaren nach Lottengrün, wo sie auf die Eisenbahnwagen umgeladen wurden. Dieser besondere Aufwand weckte die Forderung nach einem Anschlussgleis. Nach den im Jahr 1901 erfolgten Vorarbeiten der Industriebahn Lottengrün–Theuma wurde die 3 km lange und nur zum Werk führende Güterstrecke am 15. Dezember 1903 eingeweiht. Der Ort Theuma selbst erhielt erst im Jahr 1923 eine Bahnstation für den Güter- und Personenverkehr mit der Einweihung der nach Plauen verlängerten Eisenbahnstrecke Lottengrün–Plauen.
Im Deutsch-Französischen Krieg sowie im Ersten und Zweiten Weltkrieg verzeichnete die Gemeinde zahlreiche gefallene Soldaten, für die es im Ortszentrum einen zentralen Gedenkort gibt, der mit Theumaer Fruchtschiefer gestaltet wurde. Diese Gedenkstätte wuchs mit den geschichtlichen Ereignissen. Zur Einweihung mit Böllerschüssen am ehemaligen Dorfteich kam es am 2. September 1910, der „Sedantag“.
Nach der Gründung der DDR im Jahre 1949 wurde die Gemeinde Theuma in der Zweiten Kreisreform von 1952 Teil des Kreises Plauen-Land im Bezirk Karl-Marx-Stadt. Die Landwirtschaft wurde wie im gesamten Land kollektiviert. Es kam zur Gründung der Landwirtschaftlichen Produktionsgenossenschaften (LPG) „Aufbau“ Typ III und „Frischer Wind“ Typ I in den 1950er- und 1960er-Jahren. Die fünf LPG der Dörfer Großfriesen, Mechelgrün und Theuma wurden 1967 zu einer „Groß-LPG“ Theuma mit 1250 Hektar landwirtschaftlicher Nutzfläche vereinigt. Im Ort wurde zu DDR-Zeiten von einem Volkseigenen Betrieb das Kinder-Ferienlager Streuberg (an der Bergener Straße) betrieben.
Zur Einstellung des Personenverkehrs auf der Bahnstrecke kam es 1970, der Güterverkehr wurde noch bis 1972 bedient. Im Jahre 1989 wurden Neubauten mit 36 Wohneinheiten im Ort fertiggestellt. Nach Wende und Wiedervereinigung wurde Theuma Teil des neugegründeten Freistaates Sachsen und verblieb im Landkreis Plauen. Der Gemeinderat stellte 1992 einen neuen Ortsbebauungsplan auf, durch den die spätere Entstehung der Baugebiete „An der Bahn“ und „An der Oelsnitzer Straße“ sowie des Gewerbegebietes Großfriesener Straße ermöglicht wurde.
In der sächsischen Landkreisreform 1996 wurde Theuma dem Vogtlandkreis zugeschlagen, der sich in der zweiten sächsischen Kreisreform 2008 um die bis dahin kreisfreie Stadt Plauen erweiterte. Seit dem 25. Dezember 1998 bildet Theuma mit Tirpersdorf, Bergen und Werda den Verwaltungsverband Jägerswald. Anfang der 1990er-Jahre litt die Gemeinde wie viele andere ostdeutsche Kommunen an einem Rückgang der Bevölkerungszahl, die Nähe zu den größeren Städten Plauen und Oelsnitz konnte diesen Verlust in den letzten Jahren teilweise kompensieren und trug zu einem Einwohnerwachstum bei.

### Entwicklung der Einwohnerzahl
| Jahr      | Einwohnerzahl                             |
| --------- | ----------------------------------------- |
| 16. Jhdt. | 39 besessene Mann, 5 Häusler              |
| 1764      | 40 besessene Mann, 11 Gärtner, 14 Häusler |
| 1834      | 707                                       |
| 1871      | 1.018                                     |
| 1890      | 1.202                                     |
| 1910      | 1.358                                     |
| 1925      | 1.391                                     |
| 1939      | 1.360                                     |

| Jahr | Einwohnerzahl |
| ---- | ------------- |
| 1946 | 1.513         |
| 1971 | 1.133         |
| 1998 | 1.140         |
| 1999 | 1.136         |
| 2000 | 1.124         |
| 2001 | 1.116         |
| 2002 | 1.140         |
| 2003 | 1.136         |

| Jahr | Einwohnerzahl |
| ---- | ------------- |
| 2004 | 1.161         |
| 2006 | 1.150         |
| 2007 | 1.136         |
| 2008 | 1.133         |
| 2009 | 1.120         |
| 2010 | 1.078         |
| 2011 | 1.050         |
| 2012 | 1.035         |

| Jahr | Einwohnerzahl |
| ---- | ------------- |
| 2013 | 1.050         |
| 2014 | 1.056         |
| 2021 | 1.004         |

## Öffentlicher Nahverkehr
Theuma ist über die PlusBus-Linie 70 des Verkehrsverbunds Vogtland im Stundentakt mit Rodewisch, Auerbach und Plauen verbunden. Außerdem führt die RufBus-Linie 57 nach Oelsnitz und Kottengrün.

## Politik

### Gemeinderat
Nach der Gemeinderatswahl am 9. Juni 2024 verteilen sich die 12 Sitze des Gemeinderates folgendermaßen auf die einzelnen Gruppierungen:
- Initiative für Theuma (IT): 4 Sitze
- Freiwillige Feuerwehr Theuma (FFw): 3 Sitze
- Sportverein Theuma e. V. (SVT): 3 Sitze
- Zukunft für die Landwirtschaft: 1 Sitz
- Museum- und Heimatverein (MuH): 1 Sitz

| Gemeinderat ab 2024Insgesamt 12 Sitze - IT: 4 - SVT: 3 - Landw.: 1 - Museum: 1 - FFw: 3 | Wahlvorschlag                      | 2024   | 2024   | 2019   | 2019   | 2014   | 2014   |
| Gemeinderat ab 2024Insgesamt 12 Sitze - IT: 4 - SVT: 3 - Landw.: 1 - Museum: 1 - FFw: 3 | Wahlvorschlag                      | Sitze  | in %   | Sitze  | in %   | Sitze  | in %   |
| Gemeinderat ab 2024Insgesamt 12 Sitze - IT: 4 - SVT: 3 - Landw.: 1 - Museum: 1 - FFw: 3 | Initiative für Theuma e. V.        | 4      | 33,1   | 4      | 31,8   | 4      | 26,9   |
| Gemeinderat ab 2024Insgesamt 12 Sitze - IT: 4 - SVT: 3 - Landw.: 1 - Museum: 1 - FFw: 3 | Freiwillige Feuerwehr Theuma e. V. | 3      | 27,6   | 4      | 29,1   | 1      | 11,9   |
| Gemeinderat ab 2024Insgesamt 12 Sitze - IT: 4 - SVT: 3 - Landw.: 1 - Museum: 1 - FFw: 3 | SV Theuma e. V.                    | 3      | 26,4   | 1      | 10,2   | 2      | 16,8   |
| Gemeinderat ab 2024Insgesamt 12 Sitze - IT: 4 - SVT: 3 - Landw.: 1 - Museum: 1 - FFw: 3 | Zukunft für die Landwirtschaft     | 1      | 6,9    | –      | –      | –      | –      |
| Gemeinderat ab 2024Insgesamt 12 Sitze - IT: 4 - SVT: 3 - Landw.: 1 - Museum: 1 - FFw: 3 | Museums- und Heimatverein e. V.    | 1      | 6,0    | 1      | 9,7    | –      | –      |
| Gemeinderat ab 2024Insgesamt 12 Sitze - IT: 4 - SVT: 3 - Landw.: 1 - Museum: 1 - FFw: 3 | Kleintierzuchtverein Theuma        | –      | –      | 1      | 8,9    | 2      | 15,3   |
| Gemeinderat ab 2024Insgesamt 12 Sitze - IT: 4 - SVT: 3 - Landw.: 1 - Museum: 1 - FFw: 3 | DRK Ortsgruppe Theuma              | –      | –      | 1      | 8,9    | 1      | 8,8    |
| Gemeinderat ab 2024Insgesamt 12 Sitze - IT: 4 - SVT: 3 - Landw.: 1 - Museum: 1 - FFw: 3 | Grüne                              | –      | –      | –      | 1,3    | –      | 2,1    |
| Gemeinderat ab 2024Insgesamt 12 Sitze - IT: 4 - SVT: 3 - Landw.: 1 - Museum: 1 - FFw: 3 | FDP                                | –      | –      | –      | –      | 2      | 18,2   |
| Gemeinderat ab 2024Insgesamt 12 Sitze - IT: 4 - SVT: 3 - Landw.: 1 - Museum: 1 - FFw: 3 | Wahlbeteiligung                    | 82,0 % | 82,0 % | 76,1 % | 76,1 % | 71,5 % | 71,5 % |

### Bürgermeister
Bürgermeister ist seit 2022 Uwe Riedel.
| Wahl | Bürgermeister      | Vorschlag   | Wahlergebnis (in %) |
| ---- | ------------------ | ----------- | ------------------- |
| 2022 | Uwe Riedel         | Riedel, Uwe | 79,4                |
| 2017 | Ulrich Sörgel      | Sörgel      | 92,1                |
| 2014 | Lothar Schwenkbier | Schwenkbier | 71,1                |
| 2008 | Sven Rondthaler    | Rondthaler  | 52,3                |
| 2001 | Ulrich Riedel      | F.D.P.      | 96,6                |

## Söhne und Töchter der Stadt und andere Persönlichkeiten mit Bezug zu Theuma
- Joachim Günther (* 1948), Politiker (LDPD/FDP)